# 卡爾二世 (巴登-杜爾拉赫)
卡爾二世（德語：Karl II. von Baden-Durlach，1529年7月24日—1577年3月23日），巴登-杜爾拉赫藩侯，1553年至1577年在位。

## 家庭
1558年，卡爾二世與普法爾茨-費爾登茨的安娜結婚，兩人共有3子1女：
1. 多羅特婭·烏爾蘇拉（1559年—1583年），符騰堡公爵夫人
2. 恩斯特·腓特烈（1560年—1604年）
3. 雅各布三世（1562年—1590年）
4. 格奧爾格·腓特烈（1573年—1638年）